# 石原剛 (アメリカ文学者)
石原 剛（いしはら つよし、1971年 - ）は、日本のアメリカ文学者、東京大学教授。

## 人物・来歴
東京都生まれ。早稲田実業学校、早稲田大学教育学部を卒業後、テキサス大学オースティン校にて博士号取得。2021年より東京大学大学院総合文化研究科教授。

## 著書
- 『マーク・トウェイン―人生の羅針盤、弱さを引き受ける勇気』（NHK出版） 2016
- 『マーク・トウェインと日本—変貌するアメリカの象徴』（彩流社） 2008